# Орешкин, Сергей Юрьевич
Серге́й Ю́рьевич Оре́шкин (род. 3 августа 1962, Павловский Посад, Московская область) — советский и российский хоккеист, хоккейный тренер. Мастер спорта России (1993).

## Биография
Воспитанник электростальского хоккея.
До 1991 года выступал в местном «Кристалле» в Первой лиге чемпионата СССР по хоккею с шайбой, с двухлетним перерывом на службу в армии, который он провёл выступая за тверской СКА МВО. В Твери он знакомится с будущим генеральным менеджером московского «Динамо» Андреем Сафроновым.
После распада СССР уехал в Венгрию и до завершения карьеры играл за местные клубы, наибольшее время проведя в «Ференцвароше». Неоднократно становился чемпионом Венгрии.
Завершил карьеру игрока в сезоне 2003/2004. В сезоне 2004/2005 был главным тренером «Ференцвароша». Затем был детским тренером в различных клубах Венгрии и Румынии, в конце 00-х вернулся в
«Ференцварош».
В 2011 году возглавил молодёжную команду ХК МВД в МХЛ. Проработал три сезона, завоевав бронзовые медали в сезоне 2012/2013.
Летом 2015 г. перешёл на новую должность в системе московского клуба «Динамо», к которой относится и молодёжный ХК МВД — должность главного тренера команды «Динамо» (Балашиха), играющей в ВХЛ.
В связи с отсутствием результата главный тренер московского «Динамо» Харийс Витолиньш был смещён со своего поста 29 декабря 2015 года, а Орешкин был назначен главным тренером.
В сезоне 2015/2016 под руководством Орешкина динамовцы вышли в плей-офф розыгрыша Кубка Гагарина, но на стадии 1/2 финала Западной конференции проиграли СКА.
В сезоне 2016/2017 динамовцы вновь в противостоянии со СКА уступили в 1/2 финала конференции. Из-за проблем со здоровьем Орешкин был вынужден пропустить последнюю игру в серии.
В июле 2017 года стало известно, что Орешкин присоединился к тренерскому штабу ХК «Динамо Санкт-Петербург», выступающего в ВХЛ и был назначен тренером-консультантом.
20 июля 2017 года был назначен главным тренером МХК «Динамо Санкт-Петербург». 20 ноября 2017 года покинул свой пост по семейным обстоятельствам и занял должность консультанта команды. 22 февраля 2018 года вернулся на прежнюю должность, был назначен и. о. главного тренера в связи с болезнью главного тренера Николая Акимова. Команда вылетела в 1/4 финала, проиграв «Локо» в серии 1-3. Летом Орешкин подписал контракт ещё на один сезон.
16 октября 2018 года был назначен главным тренером «Динамо Санкт-Петербург» после увольнения Леонида Тамбиева. 18 февраля 2019 был уволен за три матча до начала плей-офф. И. о. главного тренера был назначен Егор Башкатов. В тот же день было объявлено, что Орешкин будет консультантом тренерского штаба.
31 мая 2019 года было объявлено, что ХК «Динамо Москва» вернёт фарм-клуб ВХЛ, который будет базироваться в Твери. 14 июня 2019 года Сергей Орешкин был назначен главным тренером ХК «Динамо Тверь». В тренерский штаб команды вошёл Анатолий Антипов. В первом сезоне после возрождения «Динамо» не смогло пройти в плей-офф, заняв 10 место, отстав от пензенского «Дизеля», идущего на 8 месте, на 6 очков.
18 июня 2020 года руководство ХК «Динамо» Москва объявило, что команда «Динамо» Тверь переезжает в Красногорск, а главным тренером будет назначен Андрей Пятанов.
В сезоне 2020/2021 являлся советником генерального директора московского «Динамо». В сезонах 21/22 и 22/23 — спортивный директор «Динамо» СПБ.

### Статистика (главный тренер)
Последнее обновление: 20 февраля 2020 года
| Команда          | Турнир-сезон | Регулярный сезон | Регулярный сезон | Регулярный сезон | Регулярный сезон | Регулярный сезон | Регулярный сезон | Регулярный сезон | Регулярный сезон | Регулярный сезон | Плей-офф     | Плей-офф     | Плей-офф               |              |
| Команда          | Турнир-сезон | И                | В                | ВО/ВБ            | Н                | ПО/ПБ            | П                | О                | О%               | Результат        | В            | П            | Результат              |              |
| ---------------- | ------------ | ---------------- | ---------------- | ---------------- | ---------------- | ---------------- | ---------------- | ---------------- | ---------------- | ---------------- | ------------ | ------------ | ---------------------- | ------------ |
| ХК МВД           | МХЛ 2011-12  | 60               | 19               | 7                | -                | 11               | 23               | 82               | 45,5%            | 11-е на Западе   | не пробились | не пробились | не пробились           | не пробились |
| ХК МВД           | МХЛ 2012-13  | 64               | 30               | 8                | -                | 7                | 19               | 113              | 58,8%            | 5-е на Западе    | 8            | 6            | 1/2 финала             |              |
| ХК МВД           | МХЛ 2013-14  | 56               | 40               | 5                | -                | 2                | 9                | 132              | 78,5%            | 2-е на Западе    | 4            | 3            | 1/4 финала             |              |
| ХК МВД           | МХЛ 2014-15  | 55               | 29               | 3                | -                | 4                | 19               | 97               | 54,5%            | 5-е на Западе    | 4            | 3            | 1/4 финала             |              |
| Динамо Бл        | ВХЛ 2015-16  | 35               | 13               | 5                | -                | 6                | 11               | 55               | 52,4%            | в Динамо Мск     |              |              |                        |              |
| Динамо Мск       | КХЛ 2015-16  | 15               | 10               | 1                | -                | 0                | 4                | 32               | 71,1%            | 5-е на Западе    | 6            | 4            | 1/2 финала Конференции |              |
| Динамо Мск       | КХЛ 2016-17  | 60               | 29               | 10               | -                | 5                | 16               | 112              | 66,2%            | 3-е на Западе    | 5            | 5            | 1/2 финала Конференции |              |
| МХК Динамо (СПб) | МХЛ 2017-18  | 30               | 21               | 3                | -                | 2                | 4                | 71               | 78,8%            | отставка         |              |              |                        |              |
| МХК Динамо (СПб) | МХЛ 2017-18  | 6                | 5                | 0                | -                | 0                | 1                | 15               | 83,3%            | 4-е на Западе    | 4            | 4            | 1/4 финала             |              |
| МХК Динамо (СПб) | МХЛ 2018-19  | 18               | 10               | 2                | -                | 2                | 4                | 26               | 72,2%            | в Динамо СПб     |              |              |                        |              |
| Динамо (СПб)     | ВХЛ 2018-19  | 42               | 19               | 5                | -                | 1                | 17               | 49               | 58,3%            | отставка         |              |              |                        |              |
| Динамо Тверь     | ВХЛ 2019-20  | 54               | 13               | 9                | -                | 11               | 21               | 55               | 50,9%            | 10-е на Западе   | не пробились | не пробились | не пробились           | не пробились |